# Marc Larumbe
Marc Larumbe Gonfaus (* 30. Mai 1994 in Barcelona) ist ein spanischer Wasserballspieler. Mit der spanischen Nationalmannschaft war er Weltmeister 2022 und 2025, Weltmeisterschaftszweiter 2019 sowie Weltmeisterschaftsdritter 2023 und 2024. Bei Europameisterschaften gewann er bis 2024 einmal Gold, zweimal Silber und einmal Bronze.

## Sportliche Karriere
Der 1,93 Meter große Larumbe spielte neun Jahre beim spanischen Serienmeister Club Natació Atlètic Barceloneta und wechselte 2024 zum CN Marseille.
Larumbe gewann mit der spanischen Juniorenauswahl 2011 die Silbermedaille bei der Juniorenweltmeisterschaft, zwei Jahre später wurde er Sechster. Seine erste Medaille im Erwachsenenbereich erkämpfte er bei der Europameisterschaft 2018 in Barcelona. Die Spanier besiegten im Halbfinale die Italiener mit 8:7. Im Endspiel unterlagen sie den Serben nach Penaltyschießen. Larumbe warf sein einziges Tor in der Vorrunde. Ein Jahr später bei der Weltmeisterschaft 2019 in Gwangju bezwangen die Spanier im Halbfinale die Kroaten mit 6:5 und verloren im Endspiel mit 5:10 gegen die Italiener. Anfang 2020 bei der Europameisterschaft in Budapest gewannen die Spanier das Viertelfinale gegen die Serben erst im Penaltyschießen. Das Halbfinale gegen die Kroaten entschieden sie mit 9:8 für sich. Das Finale wurde im Penaltyschießen zugunsten der Ungarn entschieden.
Die für den Sommer 2020 geplanten Olympischen Spiele in Tokio wurden wegen der COVID-19-Pandemie erst 2021 ausgetragen. Die Spanier gewannen ihre Vorrundengruppe vor den Kroaten und den Serben. Nach einem Viertelfinalsieg über das Team aus den Vereinigten Staaten unterlagen die Spanier im Halbfinale gegen die Serben. Im Spiel um den dritten Platz verloren sie gegen die Ungarn. 2022 fand ab Ende Juni die Weltmeisterschaft in Budapest statt. In der Vorrunde unterlagen die Kanadier den Spaniern mit 2:19 und zogen dann ihre Mannschaft wegen zahlreicher COVID-19-Fälle zurück. Das Spiel wurde annulliert und damit auch ein von Larumbe erzieltes Tor. Die Spanier gewannen im Viertelfinale gegen Montenegro und im Halbfinale gegen Kroatien. Im Endspiel bezwangen sie die Italiener im Penaltyschießen. Ende August 2022 begann in Kroatien die Europameisterschaft 2022. Die Spanier gewannen das Viertelfinale gegen die Griechen und verloren im Halbfinale gegen die Ungarn. Mit einem 7:6 gegen die Italiener erkämpften die Spanier die Bronzemedaille.
2023 bei der Weltmeisterschaft in Fukuoka bezwangen die Spanier im Viertelfinale die französische Mannschaft. Nach einem 11:12 gegen die Ungarn im Halbfinale besiegten die Spanier im Spiel um Bronze die Serben. Im Januar 2024 fand die Europameisterschaft in Kroatien statt. Mit Siegen über Rumänien im Viertelfinale und über Italien im Halbfinale erreichten die Spanier das Finale. Dort gewannen sie mit 11:10 gegen die Kroaten, wobei Larumbe im Finale ein Tor beisteuerte. Im Februar 2024 bei der Weltmeisterschaft in Doha besiegten die Spanier im Viertelfinale die Mannschaft aus Montenegro mit 15:12. Nach der Halbfinalniederlage gegen die Italiener erkämpften die Spanier mit einem Sieg über die Franzosen die Bronzemedaille. Bei den Olympischen Spielen in Paris gewannen die Spanier ihre Vorrundengruppe und verloren im Viertelfinale gegen die Kroaten. Letztlich wurden die Spanier Sechste.
2025 bei der Weltmeisterschaft in Singapur besiegten die Spanier im Viertelfinale die Mannschaft aus Montenegro mit 14:5. Das Halbfinale gegen die Griechen entschieden die Spanier erst im Penaltyschießen für sich. Im Finale bezwangen sie die Ungarn mit 15:13. Im Finale gehörte Larumbe zur Startaufstellung und war etwa die Hälfte der Spielzeit im Einsatz.